# Мартинес, Хуан (легкоатлет)
Хуан Мартинес Брито (исп. Juan Martínez Brito; род. 17 мая 1958, Гуанабакоа) — кубинский легкоатлет, специалист по метанию диска. Выступал за сборную Кубы по лёгкой атлетике в 1976—1993 годах, обладатель серебряной медали соревнований «Дружба-84», дважды бронзовый призёр Панамериканских игр, бронзовый призёр Всемирной Универсиады, серебряный и бронзовый призёр Центральноамериканских и Карибских игр, победитель иберо-американского чемпионата, участник летних Олимпийских игр в Барселоне.

## Биография
Хуан Мартинес родился 17 мая 1958 года в колониальном посёлке Гуанабакоа, Гавана, Куба.
Первых серьёзных успехов в лёгкой атлетике добился в сезоне 1976 года, когда вошёл в состав кубинской сборной и выступил на юниорском центральноамериканском и карибском первенстве в Халапе, где превзошёл всех соперников в метании диска и толкании ядра.
В 1979 году метал диск на Панамериканских играх в Сан-Хуане, став в итоге четвёртым.
В 1982 году в метании диска выиграл бронзовую медаль на домашних Центральноамериканских и Карибских играх в Гаване.
В 1983 году в той же дисциплине занял седьмое место на впервые проводившемся чемпионате мира по лёгкой атлетике в Хельсинки, завоевал бронзовую награду на Панамериканских играх в Каракасе. На домашних соревнованиях в Гаване установил свой личный рекорд — 70,00.
Рассматривался в качестве кандидата на участие в летних Олимпийских играх 1984 года в Лос-Анджелесе, однако Куба вместе с несколькими другими странами восточного блока бойкотировала эти соревнования по политическим причинам. Вместо этого Мартинес выступил на альтернативном турнире «Дружба-84» в Москве, где с результатом 66,04 стал серебряным призёром, уступив только советскому дискоболу Юрию Думчеву.
Будучи студентом, в 1985 году представлял Кубу на Всемирной Универсиаде в Кобе — в зачёте метания копья выиграл здесь бронзовую медаль.
В 1986 году получил серебро на Центральноамериканских и Карибских играх в Сантьяго.
В 1987 году показал четвёртый результат на Панамериканских играх в Индианаполисе.
В 1988 году среди прочего стал серебряным призёром на иберо-американском чемпионате в Мехико.
В 1991 году взял бронзу на домашних Панамериканских играх в Гаване, тогда как на чемпионате мира в Токио в финал не вышел.
В 1992 году одержал победу на иберо-американском чемпионате в Севилье. Благодаря череде успешных выступлений удостоился права защищать честь страны на Олимпийских играх в Барселоне — в финале метания диска показал результат 62,64 метра, расположившись в итоговом протоколе соревнований на шестой строке.
Завершил спортивную карьеру по окончании сезона 1993 года.